# Махнівка (Ніжинський район)
Махнівка (в 1927—2016 роках — Петрівка) — село в Україні, у Плисківській сільській громаді Ніжинського району Чернігівській області. До 2017 року — центр Махнівської сільської ради. Населення — 501 особа (2012 рік).

## Географія
Село розташоване на півдні району, за 25 км від колишнього районного центру — міста Борзна (автошляхами — близько 27,5 км) та за 5 км від залізничної станції Плиски. Село розташоване на правому березі річки Остер. Висота над рівнем моря — 136 м.

## Населення

### Мова
Розподіл населення за рідною мовою за даними перепису 2001 року:
| Мова       | Кількість | Відсоток |
| ---------- | --------- | -------- |
| українська | 493       | 98.4%    |
| російська  | 6         | 1.2%     |
| білоруська | 1         | 0.2%     |
| румунська  | 1         | 0.2%     |
| Усього     | 501       | 100%     |

## Історія
Село Махнівка згадується в історичних джерелах з першої половини XVII сторіччя.
При радянській владі, у 1927 році, з ідеологічних міркувань село перейменоване на Петрівку на честь одного з перших комуністів села Петра Дзібала.
340 жителів Петрівки брали участь у Другій світовій війні, 217 з них — загинули, 238 — нагороджені орденами і медалями СРСР. На честь воїнів-односельців, полеглих у тій війні, у селі споруджено обеліск Слави.
У повоєнний період в селі була центральна садиба колгоспу імені Чапаєва, за яким було закріплено 3002 гектарів сільськогосподарських угідь, у тому числі 2180 га орної землі. Господарство вирощувало зернові культури, картоплю, льон, займалося м'ясо-молочним тваринництвом.
5.02.1965 Указом Президії Верховної Ради Української РСР Петрівську сільраду Ічнянського району передано до складу Борзнянського району.

## Видатні мешканці
Михайло Лавренко -  поет, прозаїк, драматург, художник, учасник бою під Крутами.

## Інфраструктура
Школа в селі не працює, дітей централізовано возять на навчання в сусіднє село Плиски. У селі є будинок культури, бібліотека, фельдшерсько-акушерський пункт, магазини, відділення зв'язку.